# Яворов (Косовский район)

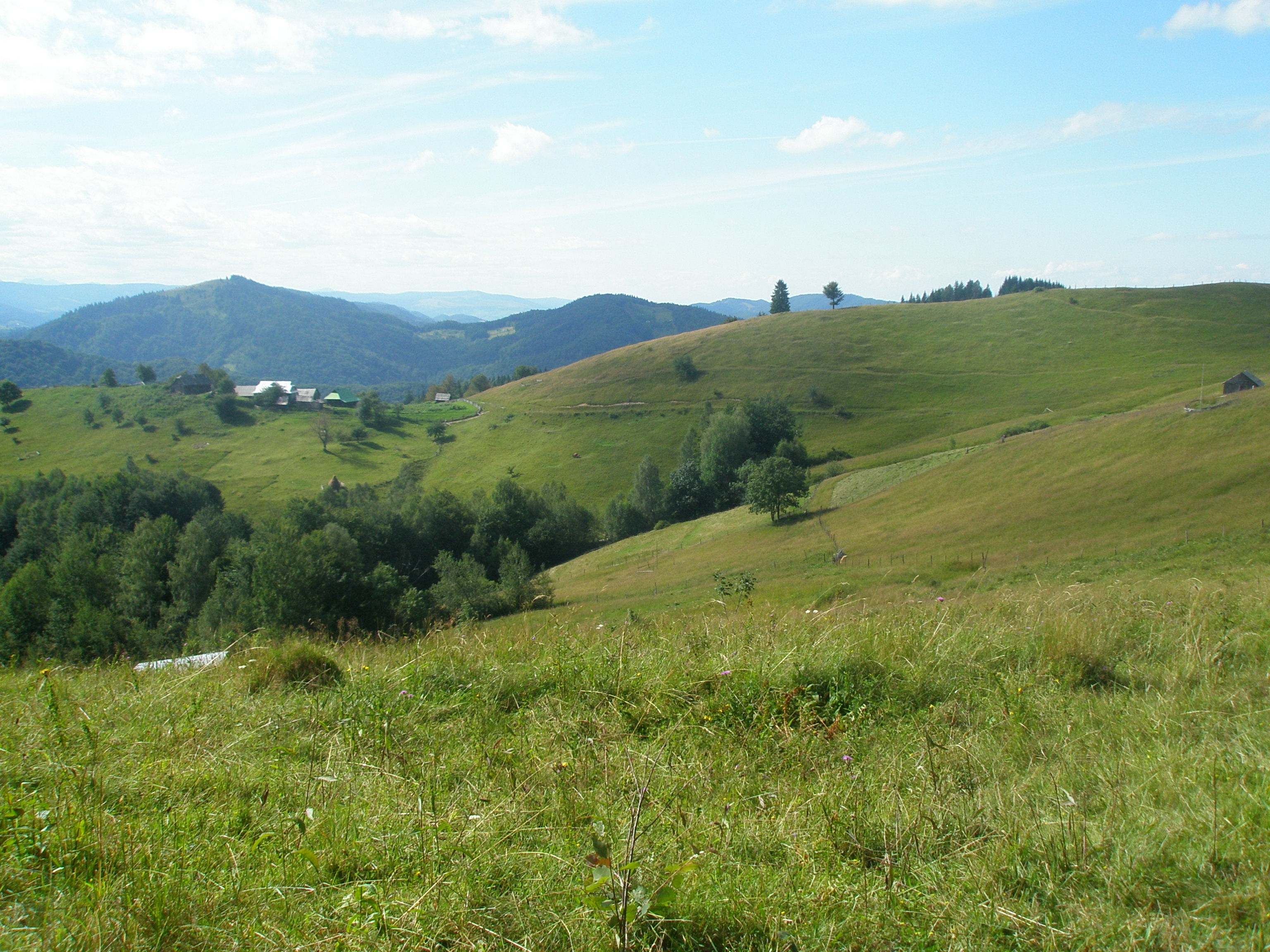
Сокольский хребет

Я́воров (укр. Яворів) — село в Косовской городской общине Косовского района Ивано-Франковской области Украины.
Находится живописном районе Карпат в западной части Сокольского хребта в 12 км от райцентра г. Косова, до ближайшей железнодорожной станции Вижница — 25 км.
Население по переписи 2001 года составляло 2426 человек. Занимает площадь 12 км². Почтовый индекс — 78644. Телефонный код — 3478.